# إيمان الأمير
إيمان الأمير (بالإنجليزية: Faith Prince)‏ هي مغنية وممثلة أمريكية، ولدت في 6 أغسطس 1957 في الولايات المتحدة. من الجوائز التي نالتها جائزة توني عن فئة أفضل ممثلة في مسرحية موسيقية ‏ سنة 1992.

## أعمال

### أفلام
- (1997) صورة مثالية[6]

### مسلسلات
- رجال ماد
- قانون ونظام
- هاوس

## جوائز وترشيحات
جوائز
- جائزة توني عن فئة أفضل ممثلة في مسرحية موسيقية [الإنجليزية]‏ (1992)

ترشيحات
- جائزة توني عن فئة أفضل ممثلة في مسرحية موسيقية [الإنجليزية]‏ (2001)
- جائزة توني عن فئة أفضل ممثلة في مسرحية موسيقية [الإنجليزية]‏ (2008)

## وصلات خارجية
- إيمان الأمير على موقع IMDb (الإنجليزية)
- إيمان الأمير على موقع ألو سيني (الفرنسية)
- إيمان الأمير على موقع ميوزك برينز (الإنجليزية)
- إيمان الأمير على موقع أول موفي (الإنجليزية)
- إيمان الأمير على موقع قاعدة بيانات برودواي على الإنترنت (الإنجليزية)
- إيمان الأمير على موقع قاعدة بيانات الأفلام السويدية (السويدية)
- إيمان الأمير على موقع قاعدة بيانات الفيلم (الإنجليزية)
- إيمان الأمير على موقع كينوبويسك (الروسية)